# 群馬県道155号伊香保村上線
群馬県道155号伊香保村上線（ぐんまけんどう 155ごう いかほむらかみせん）は、群馬県渋川市伊香保町伊香保から同市村上までを結ぶ県道である。旧称・伊香保小野上線。

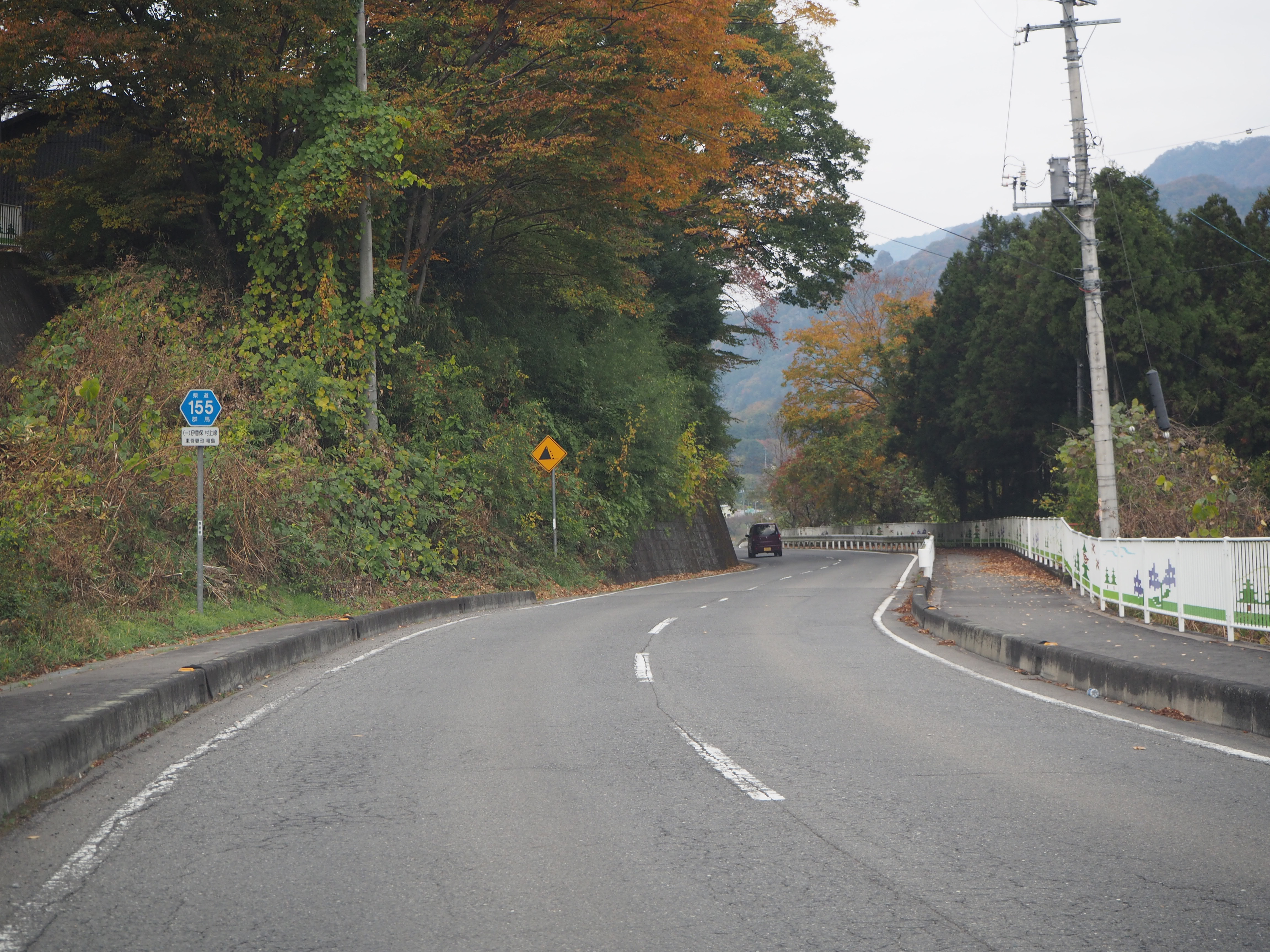
群馬県道155号伊香保村上線（2015年11月）

## 概要

### 路線データ
- 起点：渋川市伊香保町伊香保389番の3（群馬県道33号渋川松井田線交点）[注釈 1]
- 終点：渋川市村上3300番の3（村上交差点、国道353号交点）[注釈 2]
- 実延長：5.1002km[2]

起点は県道33号線（アルテナロードと一文字通りの境目）とのＴ字交差点。渋川方面から県道33号線を使って伊香保方面に来た場合、ホテル松本楼（伊香保町伊香保164番地）を過ぎた直後に右折する形になる。
なお、起点から50ｍほど坂を下った伊香保町伊香保166番地23地先に、防災のため群馬県が道路ライブカメラを設置している。
その後道なりに進むと、群馬県吾妻郡東吾妻町大字岡崎5地先、岡崎信号で県道35号線（渋川東吾妻線）と合流する。およそ1.5km直進した後信号を右折し、吾妻川を渡り国道353号線と交差する村上交差点が終点となっている。

## 歴史

### 年表
- 1959年（昭和34年）9月18日：群馬県より現・道路法に基づき、県道伊香保小野上線（北群馬郡伊香保町 - 県道渋川中之条線交点〈北群馬郡小野上村〉、整理番号75）として路線認定される[4]。
  - 同時に、前身路線にあたる県道中之条伊香保線（吾妻郡中之条町 - 北群馬郡伊香保町、整理番号42）が路線廃止される[5]。
- 2006年（平成18年）2月20日：路線名が伊香保村上線に変更される[6]。

## 地理

### 沿線
- 渋川市立伊香保小学校
- JR吾妻線 小野上駅

### 通過する自治体
- 群馬県
  - 渋川市（旧北群馬郡伊香保町）
  - 吾妻郡東吾妻町（旧吾妻郡東村）
  - 渋川市（旧北群馬郡小野上村）

### 交差する道路
- 群馬県道33号渋川松井田線 - 渋川市伊香保町伊香保（起点）
- 群馬県道35号渋川東吾妻線 - 吾妻郡東吾妻町岡崎（岡崎交差点）
この先、渋川東吾妻線と重複（重複区間内で国道353号 上信自動車道 箱島ICと交差）
- 群馬県道35号渋川東吾妻線 - 吾妻郡東吾妻町箱島
- 国道353号 - 渋川市村上（終点、村上交差点）